# Мирза, Мухаммат
Мухаммат Мирза (тат. Мөхәммәт Мирза, урожд. Ильфак Мирзаевич Ибрагимов (тат. Илфак Мирза улы Ибраһимов); род. 3 декабря 1952, Чалманарат, Актанышский район, Татарская АССР, РСФСР, СССР) — советский и российский татарский поэт, журналист. Заслуженный деятель искусств Республики Татарстан (2007). Лауреат Государственной премии Республики Татарстан имени Габдуллы Тукая (2011).
Из крестьянской семьи, отец вернулся инвалидом с Великой Отечественной войны. После школы в 1971 году поступил в Казанский институт культуры, который окончил в 1975 году, а затем служил в армии. Вернувшись в Актанышский район, с 1977 года работал на местной радиостанции, в 1979—1981 годах занимал пост первого секретаря Актанышского районного комитета ВЛКСМ, а затем по партийному призыву направлен на службу в органы внутренних дел. В 1996 году вышел в отставку в звании майора. В дальнейшем был начальником Актанышского районного отдела культуры (1998—2001), заместителем министра культуры Республики Татарстан (2001—2005), председателем Союза писателей Республики Татарстан (2005—2012), главным редактором журналов «Чын мирас» (2012—2013) и «Казан утлары» (2013—2018). Серьёзной литературной деятельностью начала заниматься с 1980-х годов, является автором ряда сборников стихов. В произведениях Мирзы критиками отмечается философская глубина, лирико-эмоциональное содержание, использование татарского народного фольклора. Значительный вклад он внёс в развитие в татарской литературе таких форм восточной поэзии, как газель, рубаи и касыда.

## Биография
Ильфак Мирзаевич Ибрагимов родился 3 декабря 1952 года в деревне Чалманарат Актанышского района Татарской АССР. По официальным документам — 3 января 1953 года, встречается также другая дата — 1 марта того же года. Родители поженились в 1948 году: мать — Мусавара (р. 1925), дочь расстрелянного муэдзина, трудилась трактористкой в колхозе; отец — Мирзамухаммат (р. 1925), ветеран Великой Отечественной войны, откуда вернулся на протезах без обеих ног, затем два десятка лет был директором деревенской школы. В семье было одиннадцать детей. Брат — Фаиль (р. 1950), театральный режиссёр.
Восьмилетнюю школу окончил в родной деревне, а среднюю — в соседнем селе Такталачук, после чего в 1970—1971 годах работал заведующим Чалманаратским сельским клубом. В 1971 году поступил на театрально-режиссёрский факультет Казанского государственного института культуры, который окончил в 1975 году. В 1976—1977 годах служил радиотелефонистом в Советской армии. После окончания военной службы, вернулся в Актанышский район, где с 1977 года работал редактором радиостанции, вёл местные новости, а в 1979 году избран первым секретарём Актанышского районного комитета ВЛКСМ. Вступив в партию, в 1983 году был направлен на службу в милицию, занимал пост заместителя начальника Актанышского районного отдела внутренних дел. В 1996 году ушёл в отставку после 13 лет службы, имеет звание майора милиции.
В 1998—2001 годах был начальником Актанышского районного отдела культуры, одновременно возглавлял местное литературное объединение «Агыйдел дулкыннары», в возрождении которого принимал активное участие ещё в 1987 году. В 2001—2005 годах работал заместителем министра культуры Республики Татарстан. Сменив Ф. Галимуллина, в 2005 году избран на пост председателя Союза писателей Республики Татарстан, а в 2008 году переизбран. Участвовал в подготовке празднований в связи с 100-летием со дня рождения М. Джалиля и 120-летием со дня рождения Г. Тукая, также приложил большие усилия для реконструкции здания союза, привлечения молодёжи к работе в писательской организации, решения материальных вопросов нуждающихся писателей, установке памятников на могилах литераторов, в частности, обновлении надгробия Тукая.
В 2007 году стал заслуженным деятелем искусств Республики Татарстан, а в 2011 году получил Государственную премию Республики Татарстан имени Г. Тукая. В 2012 году ушёл в отставку с поста председателя СП РТ ввиду невозможности переизбраться на третий срок по уставу союза, а новым председателем стал Р. Курбан. В 2012—2013 годах был главным редактором журнала «Чын мирас», в 2013—2018 годах — «Казан утлары». Внеся значительный вклад в возрождение и развитие татарской литературы, продолжает заниматься собственным творчеством.

## Очерк творчества
Творческий псевдоним — Мухаммат Мирза; взят по имени и в память отца-фронтовика, скончавшегося в 1985 году. Член Союза писателей Республики Татарстан (с 1995 года). Литературой интересовался со школьных лет, активно писать и печататься стал лишь в зрелом возрасте, в 1980-х годах. Является автором многих стихотворений, поэм, рассказов, очерков, пьес, литературно-критических и публицистических статей. Выпустил такие сборники стихов, как «Кәккүк тавышын санадым» («Зов кукушки», 1994), «Турайгыр» («Конь вороной», 1998), «Киек Каз Юлында» («На Млечном Пути», 2003), «Тере су» («Живая вода», 2007), «Адәм баласы» («Сын Адама», 2009), ряд других. Поэтические работы Мирзы изданы в том числе и на русском языке. В 2006 году вышла книга переводов «Дорога к тебе», а в 2011 году — сборник «За той рекой», являющийся наиболее полным собранием рубаи. В 2018 году в свет вышло пятитомное собрание избранных сочинений Мирзы. По его стихотворениям вышел ряд литературно-художественных передач на республиканском радио- и телевидении, а также сочинено несколько десятков песен.
Я дверь открыл — и тёплый майский ветер

твой поцелуй принёс мне на рассвете,

цветущий сад стал источать твой запах…

Ну кто меня счастливее на свете?
Поэтические произведения Мирзы отличает лирико-философское, эпическое содержание, глубина философской мысли, богатство языка, а также любовь к короткой стихотворной форме и следование традициям классической восточной поэзии, вроде газелей и рубаи. Произведения, так или иначе напоминающие средневековую поэзию, составляют основу его стихотворного творчества, став следствием взаимодействия нового художественного мышления и канонических жанров, их стилизации, трансформации и модернизации. Рубаи Мирзы отражают характерные восточные темы и мотивы, как-то: жизнь и смерть, любовь, творчество, природа, а также актуальные вопросы современности вроде социальных отношений и проблемы исторического прошлого. При этом наибольшее развитие тема любви у него получила в газелях, где поэт восхваляет красоту женщины, само чувство влюблённости в неё. Также у Мирзы встречается следование жанру касыды, в котором он восхваляет природу, не делая разницы, например, между зимой и летом, не противопоставляя их между собой, и Аллаха за всё сущее.
Твои умные мысли — бесплодны, пусты и бедны,

в них одни только мёртвые формулы всюду видны.

Ты прочёл сотни книг и вобрал в себя множество знаний,

но коль нет в тебе чувств — то все знания будут вредны.
Следуя классической форме, Мирза чувствует в ней «как у себя дома», а его рубаи наравне с рубаи Р. Файзуллина считаются одними из лучших стихотворений такого рода в татарской поэзии. Называя рубаи древней формой татарской поэзии, Мирза, по отзывам литературоведов, достиг идеала в своих стихотворениях такого рода, проводя в самое сердце читателя простые истины, основанные на жизненных размышлениях. Широко встречающимся образом в рубаи поэта является река, она символизирует некую условную границу, разделяющую своими берегами или, наоборот, сближающую людей и эпохи — таким образом поэт наводит читателя на мысль о том, как существуют народы в современном мире, и что вражда является причиной человеческих бед. Раскрывая затронутые темы посредством татарского национального фольклора, в свои рубаи Мирза активно вплетает татарские народные пословицы, поговорки, притчи и легенды, создавая простой и звонкий язык, порой философский, а порой едкий, на злобу дня.
Обладая умением выразить состояние души и всю глубину мыслей в предельно коротком, ёмком виде, Мирза использует минимум выразительных средств и достигает безупречности построения, логической ясности, чрезвычайно высокой концентрации смысла, приближаясь в этом к О. Хайяму. Большое внимание в рубаи он придаёт каламбуру, параллелизму, риторике, недосказанности, повторам слов и звуков, вопросным конструкциям, создавая таким образом характерную ёмкую и образную текстуру. По словам Н. Переяслова, рубаи Мирзы — это «в высшей степени органичный сплав социальности, философичности, лиризма и остроумия», их отличает «столкновение поступательного, логически мотивированного развития мысли с непредсказуемо парадоксальным финалом четверостишия», что в результате позволяет поэту «при помощи всего четырех строчек создать почти настоящую романную глубину». Мирза также снискал восхищение и у любителей поэзии, сравнивающих его произведения с работами С. Сулеймановой и К. Сибгатуллина.
В поэзии последних лет Мирза создал совершенно новую стихотворную форму — пятистрочную строфу, берущую начало в восточной поэзии и являющуюся разновидностью так называемой «туфанской строфы», по имени Х. Туфана. В критике такая форма сравнивается с жанром танка по количеству строк, при этом Мирза не имел намерений подгонять свои стихотворения именно под японскую поэзию. Подобные стихи поэта представляют собой отдельные поэтические произведения всего из пяти строк, которые от строфы Туфана отличаются тем, что их можно разделить на две или три строчки без потери связки и смысла. Пятистишия Мирзы отличает философичность: в качестве объекта стихотворения обычно выступает мгновение человеческой жизни, при описании которого в первой части даётся само явление, а во второй — философское умозаключение, а его уже каждый читатель может трактовать по-разному. За счёт обращения к опыту лирического героя, выражения авторского мнения, внимания к звучанию слова, мелодичности, эмоциональному воздействию, тонкой иронии, работы поэта отличаются уникальностью и оригинальностью. Количество подобных пятистиший в творчестве Мирзы достигает более полутысячи штук, составляя цикл «Адәм баласы» с общим философским образом сына человеческого, благодаря чему получили название «адамиков». Являясь уже не простой стилизацией восточных пятистиший, а совершенно иной жанровой формой татарской поэзии, данные стихотворения демонстрируют новый способ творческого мышления, поэтическое новаторство Мирзы.
Всем однажды придётся исчезнуть с Земли,

отправляясь в миры, что мерцают вдали.

Я прошу — вы костёр после нас не гасите,

пока весть не придёт, что мы к месту дошли.
Лирический герой Мирзы предстаёт в образе «восточного мудреца», он максимально объективирован и в меру идеализирован, не имеет личностной детализации и по уровню духовного развития стоит несколько выше читателя, находясь в процессе познания людей и мира. Такой герой обитает во вневременном пространстве, часто ведёт диалог с богом, просит его о поддержке для своего народа или благодарит за свет веры, благодать и здоровье, в чём подобного рода работы Мирзы более походят на молитву, при этом собственно самой молитвой является последняя строфа, в которой часто встречается рефлексия героя. Поднимаемая Мирзой философская проблематика довольно широка: от предначертания человека и смысла жизни, до раздумий о жизненном пути, его начале, об избранничестве и предопределении. Нередко у него встречаются рассуждения о том, что в жизни все одиноки, смертны, преходящи, тленны, сопровождаемые размышлениями о живых и усопших родных и близких. В ряде случаев такие стихи следуют настроениям суфийской литературы, особенно в плане мыслей об отрешённости от материальных и земных благ, звуча как назидание читателю и одновременно как внутренний диалог лирического героя о вечных ценностях.
Активно Мирза работает в жанре поэмы, передавая в таких произведениях свои глубокие психологические переживания о судьбах народа, страны и человека. Поэмы Мирзы также наследуют восточную поэтическую традицию, они наполнены арабо-персидскими словами, отличаются соответствующей стилизацией, многозначностью смыслов, афористичностью. Лирический герой в поэмах Мирзы соединяет в себе характеристики других ответвлений его поэзии, выступая как представитель своего поколения или народа в целом. Он одновременно стремится философски понять окружающий мир и бытие, даёт собственную оценку общественным порядкам, существующей действительности и происходящим переменам, а также часто обращается к природе или к своему детству, где находит душевную гармонию. Устами своего героя Мирза часто проводит мысль о том, что человеку необходимо стремление к духовному самосовершенствованию, ведущее к совершенствованию действительности, тогда как человечность, чистота души, гордость и несгибаемость должны считаться не только жизненными канонами, но и основными законами бытия в целом. 
Нас не смоешь, как пыль с тротуара, дождём.

Здесь земля наша, жизнь наша, родина, дом.

Кто бы нам ни внушал, что милей заграница,

скажем вслед за Тукаем в ответ: «Не уйдём!».
Как необычайно чувствующий и чувствительный поэт, Мирза ищет красоту в окружающем мире и умеет её находить, но также резко и требовательно выражает своё несогласие с несправедливостями и недостатками, владеет ярким и красноречивым словом. Значительное место в его поэмах занимает тема судьбы татарского народа, утрата ценностей и идентичности, рассматриваемая на примере лирического героя как гражданина и борца за свою нацию. Большинство современных национальных проблем оценивается через призму тоталитарного исторического прошлого, классовой войны, репрессий и лагерей, сноса минаретов, войн и трагедий, тогда как авторская позиция выражается посредством иносказаний, символических образов и своеобразных тропов, но неизменно констатируется важность свободы мысли, стойкости отдельного человека и всей нации, актуальных в любое время. При этом Мирза не обращён исключительно в прошлое, такие воспоминания служат лишь для связывания прошлого с будущим, предназначены сподвигнуть читателя для дальнейшего движения в будущее.
Местом средоточения духовных ориентиров Мирзы часто является детство, родной дом, жизненный уклад старшего поколения, народная культура, обычаи и традиции, таким образом, он на частной, личностной памяти каждого человека призывает к возрождению национальных ценностей как силы, объединяющей татарский народ. Будучи верным своим истокам, поэт проводит мысль о том, что «убежище нам дарит лишь земля родная — здесь рай и жизни полнота». Стихотворения, наполненные образами ароматного домашнего хлеба, материнского тепла, родной земли, татарского села, как правило, не отличаются строгим и последовательным сюжетом, однако доносят до читателя сентиментальные переживания, эмоции и чувства, как самого лирического героя, так и автора. По оценке Р. Мустафина, Мурза вообще, о чём бы он ни писал — от древнебулгарских времен до современности — выражает мысль «с такой страстностью и личной заинтересованностью, как будто сам был непосредственным участником описываемых событий».

## Награды
- Медаль «В память 1000-летия Казани» (2005 год)[69].
- Медаль ордена «За заслуги перед Республикой Татарстан» (2024 год) — за многолетнюю плодотворную творческую деятельность и особый вклад в развитие татарской литературы[70].
- Медаль «За доблестный труд» (2018 год) — за многолетнюю плодотворную работу и активную общественную деятельность[71].
- Почётное звание «Заслуженный деятель искусств Республики Татарстан» (2007 год)[18].
- Государственная премия Республики Татарстан имени Габдуллы Тукая (2011 год) — за книги «Киек Каз Юлында» («На Млечном Пути»), Татарское книжное издательство, Казань, 2003 год, «Тере су» («Живая вода»), Татарское книжное издательство, Казань, 2007 год, и за цикл стихотворений «Адәм баласы», изданный в книге «Адәм баласы» («Сын Адама»), Магариф, 2009 год[72]. Вручена президентом Республики Татарстан Р. Н. Миннихановым на церемонии на площади перед театром имени Г. Камала[73].
- Благодарность президента Республики Татарстан (2013 год) — за многолетнюю плодотворную работу, большой вклад в развитие культуры Республики Татарстан[74].

## Личная жизнь
Жена — Рушания Салиховна (р. 1955), преподаватель Казанского театрального училища, познакомились во время учёбы в институте, поженились в 1978 году. Трое детей: сын Гадель (р. 1980, инженер), две дочери — Гульназ (р. 1979) и Айсылу (р. 1987; обе — филологи). Есть внуки.